# Miomantis montana
Miomantis montana är en bönsyrseart som beskrevs av Giglio-tos 1911. Miomantis montana ingår i släktet Miomantis och familjen Mantidae. Inga underarter finns listade i Catalogue of Life.